# Стари надгробни споменици у Заграђу
Стари надгробни споменици у Заграђу (Општина Горњи Милановац) расути су широм села, по мањим породичним гробљима. Евидентиран је и већи број крајпуташа.

## Заграђе
Село Заграђе налази се у североисточном делу општине Горњи Милановац. Припада предеоној области Качер и граничи са селима Брезовица, Рудник, Војковци, Трудељ, Рељинци, Давидовица, Церова и Мутањ. Село је разбијеног је типа. Има више заселака и углавном је насељено у пределима крај Ибарске магистрале, Острвице и реке Брезовице.
Сматра се да је село добило назив по средњовековном граду Острвица „иза” кога се налази. У турском попису из 1476. године помиње се као Сивриџе Хисар. Село је староседелачко. Насељавање новог становништва вршено је у два наврата из Старог Влаха и околине Ужица- у другој половини 18. и првој половини 19. века. Сеоске славе су Мали Спасовдан и Бели четвртак.

## Гробља
У Заграђу постоји више гробља појединих фамилија, поготово у пределу око Острвице и у близини Ибарске магистрале, на којима су заступљени сви типови надгробних обележја карактеристични за руднички крај.

### Крајпуташи
У селу је евидентиран већи број крајпуташа, од којих се неколико налази у непосредној близини Острвице, а десетак (из различитих периода) у порти Цркве Светог Архангела Гаврила.